# توني كوين
توني كوين (بالإنجليزية: Tony Quinn)‏ (24 يوليو 1959 بليفربول في المملكة المتحدة - ) هو لاعب كرة قدم بريطاني في مركز الهجوم. لعب مع نادي ساوثبورت وويغان أتلتيك ونادي ويتون ألبيون وMossley A.F.C. ‏.